# Onomatopeia
Una onomatopeia és la coincidència parcial entre el significant i el significat d'un signe lingüístic, és a dir, un so o conjunt de sons que recorden o evoquen el contingut mental associat a aquella paraula. Un exemple és atxim!, l'onomatopeia que correspon a l'esternut. Les onomatopeies referides al mateix fenòmens són diferents segons les llengües. Així, l'anglès fa woof per tal d'imitar el lladruc del gos, però fa bub-bub en la nostra llengua. En certs casos una onomatopeia també és una interjecció perquè s'empra per a cridar algú o assenyalar quelcom a altri.

## Exemples d'onomatopeies tradicionals

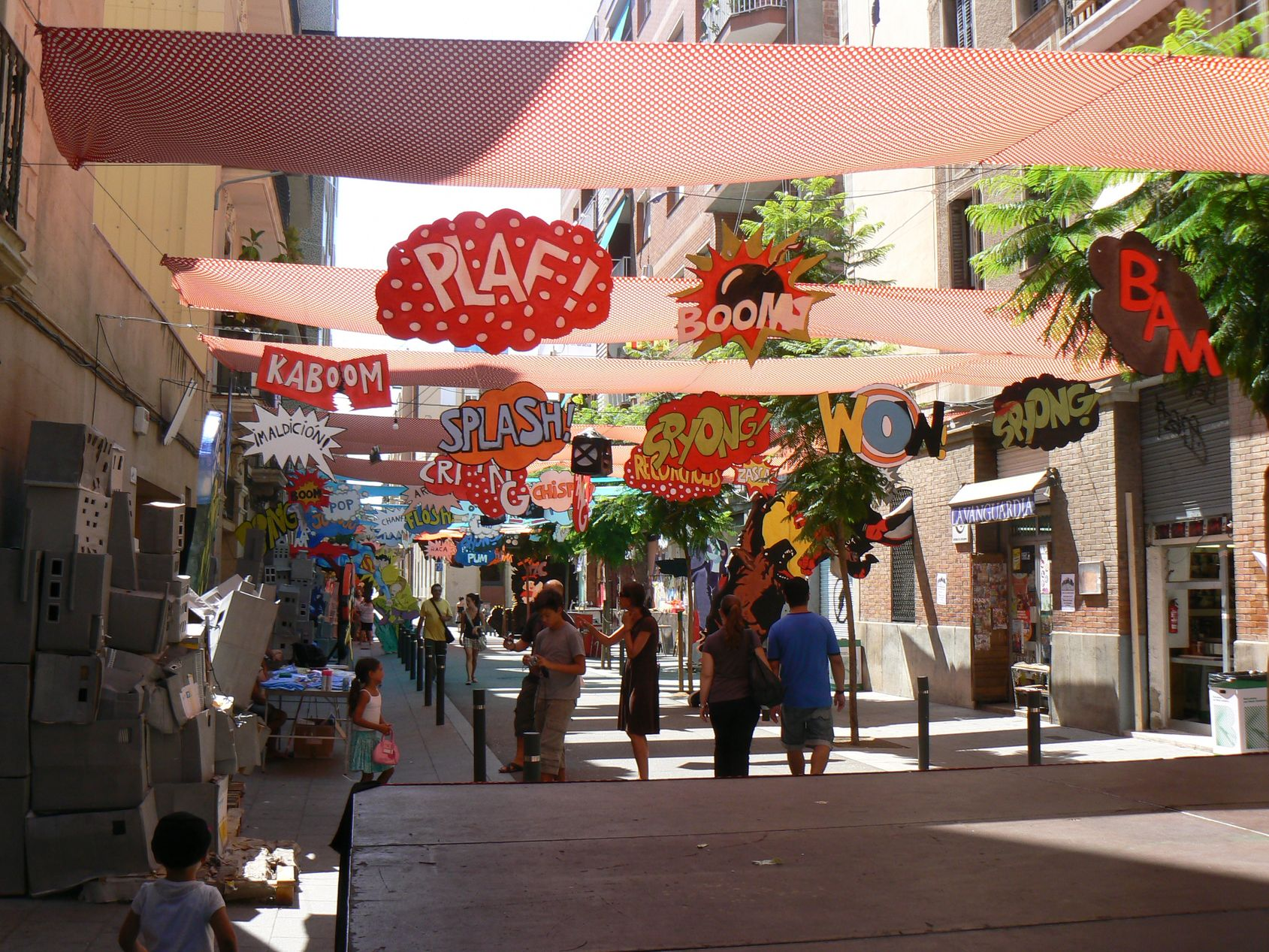
Onomatopeies que decoren el carrer Bruniquer de Barcelona

### Onomatopeies referides a sons diversos[2]
- arf: onomatopeia del sospir.
- atxim, atxem: onomatopeia de l'esternut.
- barrabim-barrabam : terrabastall.
- blam: soroll de quan s'obre o es tanca una porta.
- bling-blong: onomatopeia del so del contrabaix.
- bum: onomatopeia que reprodueix el soroll d'una explosió, d'un cop fort. El bum d'una barrina.
- bum-bum: so continuat, sord i confús.
- buu: onomatopeia que reprodueix el soroll d'un fantasma o d'algú que ens vol fer por.
- cataclinc: soroll de vidre trencat.
- catacrac: onomatopeia per a representar el soroll que fa una cosa que es trenca, que cruix, per a indicar ruptura, etc. No heu sentit un catacrac?
- catarrinc-catarranc: onomatopeia del soroll que fa un objecte quan cau donant cops repetits.
- catric-catrac, catacric-catacrac/catacroc: onomatopeia amb què és designat el soroll que fa l'anar i venir d'una màquina, una eina, com el teler, un sedàs, etc.
- catrinc-catrinc o catrinc-catranc: onomatopeia del soroll de les peces de moneda que s'entrexoquen en una butxaca, d'esquella o de tot altre so metàl·lic.
- catric-catrec o catric-catrec: so d'una cosa que cau donant cops repetits, o d'una conversa que insisteix monòtonament sobre les mateixes coses
- clac, cloc: soroll d'una palanca, de l'aigua que goteja.
- clang: onomatopeia del so de la guitarra puntejada.
- clap-clap(-clap): imitació del soroll de picar de mans, especialment per aplaudir, i també del riure.
- clinc, clonc: onomatopeia del so del piano.
- crac: representa el soroll sec que fa una cosa que es trenca. Heu sentit el crac de la pota de la taula?
- crec: representa el soroll d'una cosa que es trenca.
- cric-crac: imitació dels sorolls de dos xocs successius produïts en un mecanisme.
- ding-dong', ding-dang, ding-ding, dang-dang, deng-dang, deng-deng, dong-dong. V. Ning-nang
- dring-dring, ning-ning: onomatopeia del so de cascavells.
- dum-dum : onomatopeia del so del contrabaix.
- flist-flast, fliu-flau: onomatopeia que imita el soroll de dos bufetades que hom venta l'una darrere l'altra.
- fru-fru : soroll produït per un fregadís lleuger, especialment el que fa un teixit de seda.
- garranyic-garranyac : soroll sec, estrident, produït pel fregadís de dos cossos, de dues peces d'un mecanisme, etc.
- glac-glac : soroll d'un líquid en xuclar o gargaritzar
- gloc-gloc : soroll que fa un líquid en sortir d'una ampolla de coll estret al mateix temps que hi va entrant aire.
- glu-glu : crit del gall dindi o del pas d'un líquid per un recipient estret.
- gori-gori : onomatopeia que simula un cant fúnebre.
- muà, muac, txuic, xuic: onomatopeies del soroll de petó.[3]
- ning-nang, ning-ning, ning-nong, bim-bom: onomatopeia amb què hom designa el so repetit d'una campana que hom branda, de campanetes.
- nyac: onomatopeia que expressa especialment el soroll que fan dues coses que, acostant-se violentament, n'enclouen una altra; per exemple, una mossegada atrapant un tros de menjar
- nyam-nyam: 1 Onomatopeia de l'acció de menjar. 2 fer nyam-nyam [en llenguatge infantil] Menjar. Vine, faràs nyam-nyam.
- nyec: 1 Onomatopeia d'un grinyol, d'un gemec, de gos, d'ànec o d'altres animals que fan un crit semblant. 2 Criatura molt petita.
- nyic-nyic: onomatopeia d'un soroll insistent i desagradable o d'una persona que es fa molesta amb la seva insistència.
- nyigo-nyigo: onomatopeia amb què hom imita el d'instruments d'arc, com un violí, un violoncel, etc., especialment mal tocat.

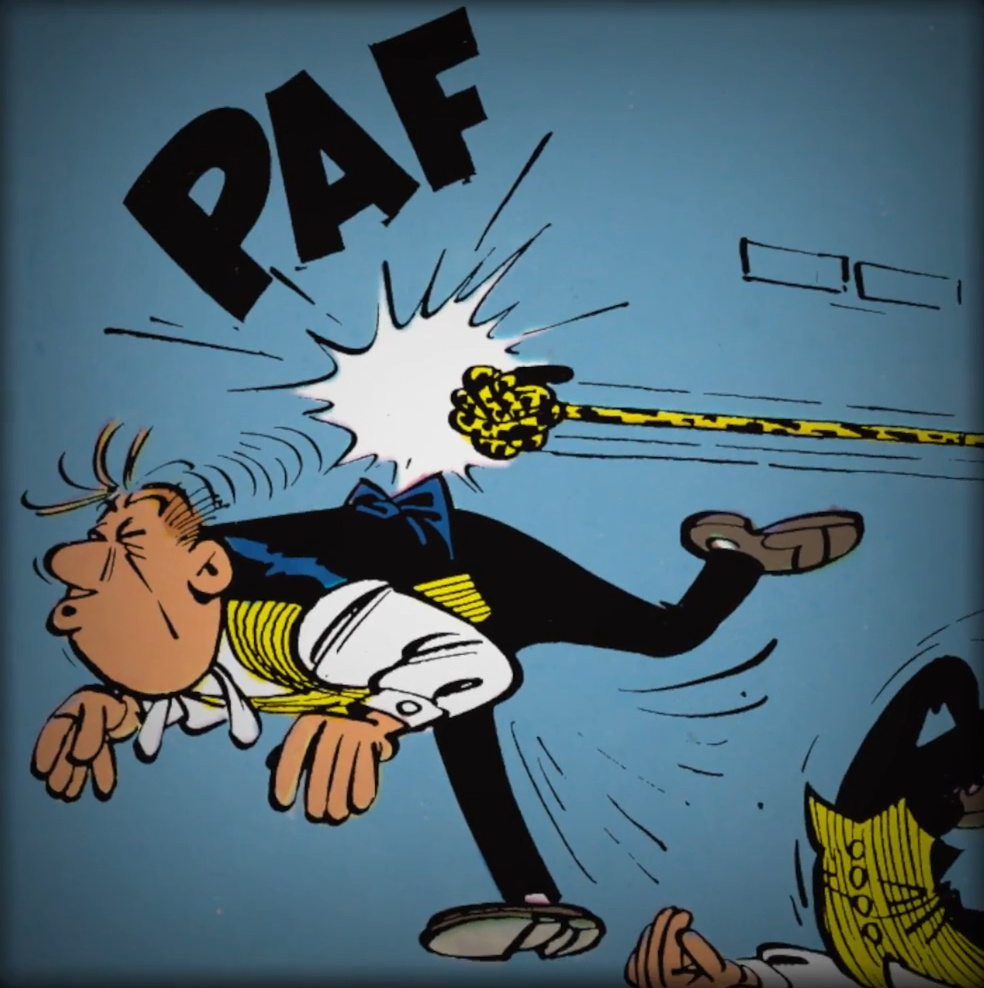

- paf: onomatopeia amb què hom expressa el soroll que fa algú o alguna cosa en topar violentament contra el sòl, contra una persona o una cosa, d'un cop de puny.
- pam, pum: onomatopeia que imita un tret, un colp violent, una puntada de peu.
- parabim-parabam : soroll d'un cos que cau, que rodola.
- parabist-parabast : soroll d'una massa que s'esfondra amb terrabastall o d'agitació desordenada.
- pataf: onomatopeia d'un cop de colze.
- pataplaf: onomatopeia del que fa una cosa en topar sobtadament amb una altra.
- patatim, patatam: so d'una cosa que cau donant cops repetits, o d'una conversa que insisteix monòtonament sobre les mateixes coses. Sol usar-se combinat amb la forma patatam.
- patric-patroc o patrica-patroca : so del cavall sobre una calçada empedrada o asfaltada.
- pif-paf: onomatopeia que reproduïx el soroll de dues bufetades donades l'una darrera l'altra, de dos cops de puny, etc.
- plaf: onomatopeia del retrunyiment d'un tambor.
- plam-plam: onomatopeia de quelcom que cau; del retrunyiment d'un tambor.
- plof: onomatopeia per a representar el soroll que fa una cosa que cau damunt un cos bla o hi topa.
- prut: onomatopeia del pet.
- pst o psit: interjecció per a xitar o xistar (cridar discretament algú) o per a demanar o imposar silenci.
- rac: soroll d'obrir la porta, de l'acció de masticar, d'una cosa que s'esqueixa o que estreny una superfície aspra, etc.
- rang-catarrang: onomatopeia del so de la guitarra rascada.
- rataplam: onomatopeia del retrunyiment d'un tambor.
- riu rau: onomatopeia del moviment de vaivé
- scrontx, nyam/nyem: onomatopeia del soroll de menjar.
- taf-taf: onomatopeia que reprodueix el soroll d'un motor d'explosió.
- tam-tam, tampatantam, tantarantam: onomatopeia del retrunyiment d'un tambor.
- ta, ta, ta: onomatopeia del so de la trompeta.
- tararà (/tararú), tararí (/tararà), taratí: onomatopeia del so del clarí o claró, i de la trompeta.
- tatxan: onomatopeia d'un efecte màgic.
- tic-tac: onomatopeia del so d'un rellotge o d'un mecanisme anàleg.
- tiroliro: onomatopeia del so del flabiol.
- tirurit, titutí: onomatopeia del so de la flauta.
- toc-toc: acció de picar a la porta.
- tras: onomatopeia amb què hom indica una acció ràpida, sobtada, enèrgica; cast. Zas!
- tric-trac o trica-traca: soroll del caminar d'un cavall, d'una persona, etc.
- trico-trico: soroll dels esclops quan algú camina.
- trip-trap : so del batec fort del cor.
- tris-tras: onomatopeia amb què hom designa un caminar seguit, deliberat, devers un punt concret.
- tururú, tururut, turulut, turututut: onomatopeia del so de la trompeta.
- txam, tatxam, tatxim: onomatopeia que del so dels platerets.
- uà, guà: onomatopeia del plor.
- um um : onomatopeia del dubte.
- xa xa xa o xam xam xam: so d'una cosa que cau donant cops repetits, o d'una conversa que insisteix monòtonament sobre les mateixes coses.
- xac: onomatopeia que denota el soroll d'un xoc violent. D'aquí estant vaig sentir el xac.
- xap, patatxap: onomatopeia del soroll que fa un cos en caure tot llarg a terra, a l'aigua. Va relliscar, i xap!, va caure llarg com era al fanguissar.
- xec: onomatopeia que imita el soroll d'un cop, d'un xoc.
- xip-xap: onomatopeia imitant el xipolleig d'una massa líquida.
- xit, xut, xxt, xst, xixt, xss, sss, sst, tss, pss, pst, (t)xxt: interjecció per a xitar o xistar (cridar algú discretament) o per a demanar o imposar silenci.
- xit/xut: 1 Onomatopeia del crit de l'òliba, el mussol i altres ocells nocturns. 2 Òliba, mussol o altres ocells nocturns. 3 Interjecció per a demanar o imposar silenci.
- xup-xup: onomatopeia que reprodueix el bullir lent d'un líquid, com, per exemple, el suc d'un plat o menja que es cou, la llet, etc.
- zic-zic, zigaziu, ziu-ziu, zun-zum: onomatopeia del zigalusejar de la cigala.
- ziu, zun-zum: onomatopeia d'un insecte volador.
- zim-zam, ziu-zau: onomatopeia de la remor d’un moviment de vaivé o de quelcom que va i ve.
- zum-zum: onomatopeia que reprodueix una remor sorda i contínua, com, per exemple, d'un insecte.
- zup: onomatopeia del líquid que s'escorre d'un recipient.

### Onomatopeies referides als sons dels instruments de música[4]
- bling-blong: so del contrabaix. També dum-dum.
- clang: so de la guitarra.
- clinc: so del piano.
- clonc: so del piano.
- dingalandang: so repetit de les campanes
- dingo-dango: so repetit de campana
- dingondango: so repetit del guitarró;[5]
- dum-dum: so del contrabaix. També bling-blong.
- ning-nang: so repetit d'una campana. També ding-dong ding-dang.
- ning-ning: so repetit d'una campaneta. També ding-ding.
- nyigo-nyigo: so del violí, la viola i el violoncel, especialment que mal tocat.
- pa i mel: toc de campana.
- rang-catarrang: so de la guitarra.
- plam-plam: so de tambor.
- rataplam: so de tambor.
- ringa-ranga: so d'instrument de corda
- tampatantam: so de tambor.
- tam-tam: so de tambor.
- taral·larà: so format per la successió de síl·labes amb què es canta la melodia d'una cançó sense dir-ne les paraules.
- tararà: so de la trompeta.
- tararà, tararí (rarí, rarí): so del clarí.
- tatxam: so dels plats. També tatxim, txam.
- ting-ting: soroll que fan els cascavells i les campanes menudes. També dring, dring-dring, ning-ning.
- tirurit tirerirot: so de la flauta.
- tururut: so de la trompeta.
- xac, xac: so de les castanyoles o postisses.
- zing-zing: soroll fi de sonalls.

### Onomatopeies referides a cops[4]
- bam
- bim
- paf
- pam
- pataf
- pataflast
- patapam
- patapim
- pataplaf
- pataplam
- pataplast
- pataplim
- patapluf
- pataplum
- patapuf
- patatam
- patatim
- patatrap
- patatuf
- patatús
- patatxap
- patatxup
- pim
- plim
- plaf
- plam
- plum
- pum

així com els al·literatius patatrip-patatrap, patatxip- patatxap.

### Onomatopeies referides als sons dels animals
Alguns sons d'animals s'expressen de la manera següent:
| Animal/s                                         | Onomatopeia | Nom del so | Verb associat | Notes |
| ------------------------------------------------ | --- | --- | --- | --- |
| abella borinot                                   | zum-zum, zzzz | zumzeig, zumzejar, bonir | zumzejar, bonir | (brunzit o remor sorda i contínua que fa l'abella o el borinot, bonior) / L'abella o el borinot zumzegen o boneixen |
| ànec oca                                         | nyec-nyec, mec-mec, clac-clac | claqueig | nyequejar, clacar, claquejar | (crit o cant de l'ànec o de l'oca; en alguns llocs es pot trobar que fa quac-quac) |
| ase, somera, ruc                                 | ihà, ihà ihò-ihò | bram | bramar | (crit de l'ase) L'ase, el ruc o la somera brama, fa ihà-ihà o ihò-ihò. |
| cavall                                           | hihihihi iiii | anill, anillet, renill, renillet, aïnada, eguí, assaïnet (Plana de Vic)                                                                  | renillar, aïnar, eguinar, guiscar (Menorca), assaïnar (Plana de Vic) | (crit del cavall) / El cavall renilla, anilla, aïna, eguina, guisca (Menorca), assaïna (Plana de Vic). |
| cigala                                           | ziu-ziu, zic-zic, zigaziu | zigalusejar, ratxar | | |
| cigonya                                          | cloc-cloc coc-coc? | ?? | clacar, glosir R | La cigonya claca, gloseix. |
| colom , tórtora eurasiàtica, tudó                | parrup, parrup, marruc, marruc, corruc, corruc, corrococo                                                                                               | parrup, parrupeig, marruc, marruqueig, corruc o corrococo, marruqueig, marruc; amanyac                                                   | parrupar, parrupejar, corruquejar, fer corrucos o corrococos, marrucar, marruquejar, roncar, rucuar, rucuejar | (cant del colom i de la tórtora. Quan festegen fan amanyacs) / El colom i la tórtora parrupen o parrupegen o marruquegen. remugar: fer amb la boca un soroll confús, semblant al d'un home que parla entre dents; es diu dels gossos, dels bous i dels coloms. |
| corb, gralla, graula, cornella                   | cra | gralleig, cloqueig | grallar, cloquejar (aquest, sols el corb), carnyar (la gralla) | |
| elefant bou                                      | | bramul | bramular | (crit de l'elefant, el bou i animals afins; es pot arribar a trobar també que l'elefant trompeteja) / L'elefant bramula. |
| gallina ; la lloca o cloca (la gallina que cova) | cloc-cloc coc-coc | escataineig, cloqueig | escatainar, escainar, catasquejar, cascallejar, cacallejar, cascarejar, cacarejar, caquejar, clacar, claquejar, clocar, cloquejar, clossejar R, glosir R (fan cloc-cloc les lloques, les gallines que han post, les oques. Les oques claquen) | (onomatopeia de la veu de la gallina; en alguns llocs es pot trobar que fa coc-coc) / La gallina escataina, escaina, catasqueja, cascalleja, cascareja, cacareja, caquejar, claca, claqueja, cloca, cloqueja. |
| gall o pollastre                                 | quicquiriquic, quicquiriquí, quecquerequec, quiccaraquic, quiccaracoc, caccaracac, coccorococ, cocquerecoc, cuccurucuc, pipiripip, peperepep, pupurupup | cantar, quicquiriquejar, fer quicquiriquic                                                                                               | cantar | |
| gat, moix                                        | mèu, mau, miau, mieu, marrameu, marramau, nyau, nyeu | miol, miolar, maular | miolar, maular, nyaular, meular; roncar; rondinar, grunyir; esbufegar | El gat miola o maula o meula. Fa mèu. Quan vol demostrar afecte, ronca, fila o fa rum-rum. Quan està emprenyat o se sent amenaçat rondina o gruny (gr, grrr), esbufega (ffff) o fa xiulets. |
| gos, ca, cus, cutxo, quisso                      | bub bub, bup bup, nyic-nyac, nyic-nyec, nyip-nyap, nyau, nyeu                                                                                           | lladruc (curt, fort i explosiu); ; bordada (amenaçant); (a)glapit, clapit (sec agut i penetrant; udol, udolament (prolongat i planyívol) | lladrar, lladrucar, lladruquejar, jaupar, buixir, abuixir (crit fort i curt), bordar (lladrar amenaçant), clapir, (a)glapir (lladrar amb crits secs, com a trencats, no gaire forts, quan persegueix caça, que encorrala les ovelles, etc), udolar o ganyolar, guinyolar, grinyolar (crit prolongat i planyívol de dolor o d'impaciència d'un gos, llop o animal semblant) | El gos borda, lladra, jaupa, buix, abuix, (a)glapeix o clapeix. Fa "bub bub". Quan té por i fuig també pot fer "cai cai cai". uuuu / També pot udolar, ulular o ganyolar quan té dolor o per altres raons (l'udol, el ganyol, el grinyol, el ganyolar). gr, gr (el rondineig, gruny o grunyit del gos) / També, com molts altres animals, pot rondinar o grunyir. remugar: fer amb la boca un soroll confús, semblant al d'un home que parla entre dents; es diu dels gossos, dels bous i dels coloms. |
| granota gripau                                   | rac, rac-rac, roc-roc, rau-rau | rauc | raucar | el rauc de la granota, la granota rauca, com ho fa el gripau. El so és interpretat com a "roc-roc". |
| grill cigala                                     | ric, ric-ric cric-cric | carrisqueig | carrisquejar | (el cant del gril, so que fa fregant les ales) / El grill i la cigala carrisquegen, fan "ric", "ric-ric" o "cric-cric". |
| guatlla                                          | ?? | garrameu | garramejar | |
| lleó tigre                                       | graaa, graaau | rugit, bram | rugir, bramar | (crit del lleó i animals afins) / El lleó rugeix, brama. |
| llop                                             | auuuu | udol | udolar, ganyolar, guinyolar, grinyolar | / El llop udola, ulula, ganyola, guinyola, grinyola. |
| merla                                            | ?? | xiulet | xiular | |
| mussol                                           | uuu-uuu, xut, miu, miu, miu, cuor | udol, esgarip | udolar, esgaripar, miular/maular, xutar, xutejar | (onomatopeia de la veu del mussol i animals afins) |
| ocell, aucell, moixó                             | piu-piu, xiu-xiu, tiu, tiu, tuït-tuït | piu, piulet, piulada, piuladissa, xeric; refilada, refilet, trinat/trenat?, piteig, cants                                                | piular, piulejar, xericar; refilar, trinar/trenar?, pitejar, cantar | (crit de l'ocell que piula; també i "piuladissa" quan es tracta de molts ocells alhora, mentre que el cant, per exemple el del rossinyol, es diu refilada o refilet). L'ocell piula, o, quan és un cant, a vegades agut i filigranat, refila. L'ocellada menuda o els polls piulen, piulegen o xeriquen; el seu crit és el piu o piulet, la piulada o el xeric. Els pinsans, passarells i altres ocells cantadors, redoblen. D'una manera general els rossinyols, canaris, caderneres, pinsans, etc. refilen, trinen, pitegen o canten, que emeten refilets, trinats, piteigs o cants: són ocells cantadors. Els ocells nocturns (mussols, orbes, gamarussos, ducs, etc.), coneguts per llurs xiscles més o menys esfereïdors, escarcanyen, esgaldinyen, esgaripen, xisclen; llur crit és doncs, un escarcany, un esgaldip, un esgarip, un xiscle. |
| òliba comuna                                     | ?? | xiscle | xisclar | |
| oriol                                            | ?? | renec | renegar | |
| papagai                                          | ?? | ?? | parlar, enraonar | |
| pardal                                           | ?? | garrularnent, xerroteig | xerrar-xarrar, garrular, xerrotejar | |
| paó reial                                        | ?? | crit | cridar | |
| perdiu                                           | ?? | escotxec, escotxeig, esclafit | escotxegar, escotxejar, escotxinar, esclafir, fer esclafits, reclamar (també el tord) Ross., Bal. El perdigot, sobretot a l'època de l'aparellament, ratxa, ratxeja o para. A l'Empordà diuen que fregeix peix | La perdiu escotxeja o correnteja; el seu crit és l'escotxeig o correnteig. |
| pigot o picot                                    | ?? | ?? | picotejar | |
| pinsà                                            | ?? | piteig, pituleig | pitejar, pitulejar, redoblar | |
| porc truja                                       | rony, rony nyic, nyic | rondineig, gruny; gardeny güell, esgüell                                                                                                 | rondinar, grunyir; gardenyar güellar, esgüellar | (El rondineig o gruny és el so ronc produït pel porc. Quan és una truja se'n diu gardeny. També pot fer un xiscle o giscle, que se'n diu güell o esgüell) / El porc rondineja o gruny. Quan se l'encalça, güella, fa "nyic, nyic". El porcell fa "güec". |
| rata                                             | rac-rac, rec-rec | güell, esgüell | güellar, esgüellar | (El güell o esgüell és el xiscle o crit estrident de certs animals com la rata, el conill o el porc. Si es vol parlar del so que fa quan rossega, en canvi, es diu que fa rac-rac o rec-rec) / La rata güella (o esgüella). |
| rossinyol                                        | ?? | ?? | refilar, xericar, xiricar | |
| serp                                             | ssssss | xiulet | xiular | (en alguns llocs es pot trobar que fa ssssss) / La serp xiula. |
| vaca bou                                         | muuu, buuu | mugit, bramul | mugir, bramular, braolar, bruelar | (crit de la vaca o del bou) / La vaca i el bou mugeixen. remugar: fer amb la boca un soroll confús, semblant al d'un home que parla entre dents; es diu dels gossos, dels bous i dels coloms. |
| xai, be ovella, cabra                            | bè, be, beeeee | bel, esbelec | belar, esbelegar, esbelategar (belar insistentment) | (crit del xai / de l'ovella; en alguns llocs es pot trobar que fa beeee) / El xai bela. |

Els sorolls dels animals i humans són aquests:
- verbs

aïnar o assaïnar o anillar ‘renillar’, brogir, brunzir, clapir o glapir, cruixir o crúixer, esclafir, espingar ‘emetre sons aguts', grunyir, lladrar, miolar/miular 'fer mèu o mau, un fèlid', mugir, piular ‘un ocell, cantar’, refilar ‘un ocell, cantar’, ronxar 'roncar', ruflar ‘respirar pel nas', rugir, somicar o somiquejar, xisclar/gisclar/giscar/guiscar, vagir, xiular o siular, xuplar 'xuclar'...
- noms

aïnet ‘renill, crit de cavall', assaïnet ‘renill, crit de cavall', brunzit, espinguet o espignet ‘so o crit agut’, miulet/miulit o miulec ‘so d'un gat’, piulet ‘cant d'un poll', refilet ‘cant d'un ocell', ronquet ‘ronc’, ronxet ‘ronc’, ruflet ‘soroll que fa l'aire en sortir pel nas', somiquet ‘somiqueig’ (DCVB), xisclet/gisclet/gisquet/guisquet ‘crit agut’, xiulet/xiulit o siulet ‘so agudíssim emès per la boca d'un humà en passar l'aire’, alarit ‘crit d'una persona’, brogit (o bruit) ‘molt de soroll continuat’, brunzit ‘so que fa una abella en passar volant; so anàleg a aquest’, clapit o glapit ‘lladruc, ganyol', cruixit ‘so semblant a un frec’; ‘so semblant a un pet o seguit de pets', esclafit ‘soroll sec i sobtat’, grunyit ‘so emès per un animal o una persona, fet amb la boca, sovint de desaprovació’, lladric/lladruc o lladrit ‘ganyol', maulit o miulit ‘soroll d'un gat’, mugit ‘soroll d'una vaca’, piulit ‘piulet’, rugit ‘soroll d'una fera’, vagit ‘soroll d'una vaca’, xeulit o xiulit ‘so agudíssim emès per la boca d'un humà en passar l'aire’, xuplit ‘so d'una xuclada’; ‘xuclada’...

## Onomatopeies a la cultura popular
El repertori provinent de la cultura popular ens ofereix alguns bons exemples d'onomatopeies. Podem trobar-ne alguns exemples en cançons tradicionals com ara A Betlem me'n vull anar i Els tres tambors